# Dyscophus
A Dyscophus a kétéltűek (Amphibia) osztályába, valamint a békák (Anura) rendjébe és a szűkszájúbéka-félék (Microhylidae) családjába tartozó Dyscophinae alcsalád egyetlen neme. A három Dyscophus faj csak kromatin mintázatában különbözik.

## Előfordulása
A nembe tartozó fajok Madagaszkár endemikus fajai.

## Rendszerezés
A nembe az alábbi fajok tartoznak:
- paradicsompiros süketbéka (Dyscophus antongilii) Grandidier, 1877
- paradicsombéka (Dyscophus guineti) (Grandidier, 1875)
- Dyscophus insularis Grandidier, 1872